# دانیل ولاسکس
دانیل ولاسکس (فرانسوی: Daniel Velasques‎؛ زادهٔ ۱۱ دسامبر ۱۹۴۳) دونده سرعت اهل فرانسه است.